# Copa do Mundo de Clubes da FIFA de 2008
A Copa do Mundo de Clubes da FIFA de 2008 foi a quinta edição do mundial de clubes da Federação Internacional de Futebol (FIFA), disputada entre 11 e 21 de dezembro de 2008, no Japão. Essa edição foi a última a ser realizada em solo japonês após quatro anos (a única fora do Japão foi no Brasil em 2000). Em 2009, o torneio tinha sido confirmado para os Emirados Árabes Unidos, num sistema de rodízio de sedes.
O Manchester United FC, da Inglaterra, conquistou o segundo título de âmbito mundial e o primeiro mundial da FIFA, após derrotar a LDU Quito, do Equador, por 1–0 na final, tendo anteriormente conquistado a Copa Intercontinental de 1999.
Pela primeira vez desde a instauração do formato eliminatório, adotado em 2005, a competição contou com oito jogos, uma vez que foi jogado tanto o play-off pré-quartas (estreado em 2007), quanto a disputa pelo quinto lugar (realizada em 2005 e 2006, mas não em 2007).

## Equipes participantes
| Confederação | Equipe            | Classificação                                     | Participação     |
| ------------ | ----------------- | ------------------------------------------------- | ---------------- |
| AFC          | Gamba Osaka       | Campeão da Liga dos Campeões da AFC de 2008       | 1ª               |
| CAF          | Al-Ahly           | Campeão da Liga dos Campeões da CAF de 2008       | 3ª (2005 e 2006) |
| CONCACAF     | Pachuca           | Campeão da Copa dos Campeões da CONCACAF 2008     | 2ª (2007)        |
| CONMEBOL     | LDU Quito         | Campeão da Copa Libertadores da América de 2008   | 1ª               |
| OFC          | Waitakere United  | Campeão da Liga dos Campeões da OFC de 2007-08    | 2ª (2007)        |
| UEFA         | Manchester United | Campeão da Liga dos Campeões da UEFA de 2007-08   | 2ª (2000)        |
| AFC          | Adelaide United   | Vice-campeão da Liga dos Campeões da AFC de 2008* | 1ª               |

* - Como o campeão asiático foi um time japonês, o Gamba Osaka, a vaga que seria do país-sede foi dada ao vice-campeão da AFC, o australiano Adelaide United.

## Árbitros e assistentes
Lista dos árbitros e assistentes nomeados para o torneio:
| Árbitros                           | Assistentes                 | Assistentes                   |
| África                             | África                      | África                        |
| ---------------------------------- | --------------------------- | ----------------------------- |
| ALG Mohamed Benouza                | EGY Nasser Sadek Abdel Nabi | ERI Angesom Ogbamariam        |
| Ásia                               |                             |                               |
| UZB Ravshan Irmatov                | KGZ Bahadyr Kochkorov       | UZB Abdukhamidullo Rasulov    |
| JPN Yuichi Nishimura               | KOR Jeong Hae-Sang          | JPN Toru Sagara               |
| Europa                             |                             |                               |
| ESP Alberto Undiano                | ESP Fermín Martínez         | ESP Juan Carlos Yuste Jiménez |
| América do Norte, Central e Caribe |                             |                               |
| MEX Benito Archundia               | MEX Héctor Delgadillo       | MEX Marvin Rivera             |
| Oceania                            |                             |                               |
| NZL Peter O'Leary                  | NZL Brent Best              | SOL Matthew Taro              |
| América do Sul                     |                             |                               |
| CHI Pablo Pozo                     | CHI Patricio Basualto       | CHI Julio Díaz                |

## Jogos
O calendário final da prova ficou definido a 21 de Novembro de 2008.
|  |                           |                           |                           |         |                         |                         |                |                |            |            |  |  |                           |                           |
|  | Play-off                  | Play-off                  |                           |         | Quartas de final        | Quartas de final        |                |                | Semifinais | Semifinais |  |  | Final                     | Final                     |
|  | 11 de dezembro - Tóquio   |                           |                           |         |                         |                         |                |                |            |            |  |  |                           |                           |
|  | Adelaide United           | 2                         |                           |         | 14 de dezembro - Toyota | 14 de dezembro - Toyota |                |                |            |            |  |  |                           |                           |
|  | Adelaide United           | 2                         |                           |         | 14 de dezembro - Toyota | 14 de dezembro - Toyota |                |                |            |            |  |  |                           |                           |
|  | Waitakere United          | 1                         |                           |         | Adelaide United         | 0                       |                |                |            |            |  |  |                           |                           |
|  | Waitakere United          | 1                         | 18 de dezembro - Yokohama |         | Adelaide United         | 0                       |                |                |            |            |  |  |                           |                           |
|  |                           |                           |                           |         | Gamba Osaka             | 1                       |                |                |            |            |  |  |                           |                           |
|  | Gamba Osaka               | 3                         |                           |         | Gamba Osaka             | 1                       |                |                |            |            |  |  |                           |                           |
|  | Gamba Osaka               | 3                         |                           |         |                         |                         |                |                |            |            |  |  |                           |                           |
|  |                           |                           | Manchester United         | 5       |                         |                         |                |                |            |            |  |  |                           |                           |
|  |                           |                           | Manchester United         | 5       |                         |                         |                |                |            |            |  |  |                           |                           |
|  |                           |                           | 21 de dezembro - Yokohama |         |                         |                         |                |                |            |            |  |  |                           |                           |
|  |                           |                           |                           |         |                         |                         |                |                |            |            |  |  |                           |                           |
|  | Manchester United         | 1                         |                           |         |                         |                         |                |                |            |            |  |  |                           |                           |
|  | Manchester United         | 1                         | 13 de dezembro - Tóquio   |         |                         |                         |                |                |            |            |  |  |                           |                           |
|  |                           | LDU Quito                 | 0                         |         |                         |                         |                |                |            |            |  |  |                           |                           |
|  |                           |                           | 0                         | Al-Ahly | 2                       |                         |                |                |            |            |  |  |                           |                           |
|  | 17 de dezembro - Tóquio   |                           |                           | Al-Ahly | 2                       |                         |                |                |            |            |  |  |                           |                           |
|  |                           | Pachuca (pro)             | 4                         |         |                         |                         |                |                |            |            |  |  |                           |                           |
|  | Pachuca                   | Pachuca (pro)             | 4                         | 0       |                         |                         |                |                |            |            |  |  |                           |                           |
|  | Pachuca                   | Quinto lugar              | Quinto lugar              | 0       |                         |                         | Terceiro lugar | Terceiro lugar |            |            |  |  |                           |                           |
|  |                           | Quinto lugar              | Quinto lugar              |         | LDU Quito               | 2                       | Terceiro lugar | Terceiro lugar |            |            |  |  |                           |                           |
|  | Al-Ahly                   | 0                         | Gamba Osaka               | 1       | LDU Quito               | 2                       |                |                |            |            |  |  |                           |                           |
|  | Al-Ahly                   | 0                         | Gamba Osaka               | 1       |                         |                         |                |                |            |            |  |  |                           |                           |
|  | Adelaide United           | 1                         | Pachuca                   | 0       |                         |                         |                |                |            |            |  |  |                           |                           |
|  | Adelaide United           | 1                         | Pachuca                   | 0       |                         |                         |                |                |            |            |  |  |                           |                           |
|  | 18 de dezembro - Yokohama | 18 de dezembro - Yokohama |                           |         |                         |                         |                |                |            |            |  |  | 21 de dezembro - Yokohama | 21 de dezembro - Yokohama |

Todas as partidas seguem o fuso horário local (UTC+9)

### Play-off
| 11 de dezembro | Adelaide United       | 2 – 1     | Waitakere United | Estádio Nacional de Tóquio, Tóquio           |
| 19:45          | Mullen 39' · Dodd 83' | Relatório | Seaman 34'       | Público: 19 777 Árbitro: ALG Mohamed Benouza |

### Quartos-finais
| 13 de dezembro | Al-Ahly                       | 2 – 4 (pro) | Pachuca                                      | Estádio Nacional de Tóquio, Tóquio           |
| 13:45          | Pinto 28' (g.c.) · Flávio 45' | Relatório   | Montes 47' · Giménez 73', 110' · Álvarez 98' | Público: 30 158 Árbitro: UZB Ravshan Irmatov |

| 14 de dezembro | Adelaide United | 0 – 1     | Gamba Osaka | Toyota Stadium, Toyota                  |
| 19:30          |                 | Relatório | Endō 23'    | Público: 38 141 Árbitro: CHI Pablo Pozo |

### Semifinais
| 17 de dezembro | Pachuca | 0 – 2     | LDU Quito               | Estádio Nacional de Tóquio, Tóquio           |
| 19:30          |         | Relatório | Bieler 4' · Bolaños 26' | Público: 33 366 Árbitro: ESP Alberto Undiano |

| 18 de dezembro | Gamba Osaka                                     | 3 – 5     | Manchester United                                                    | Estádio Internacional de Yokohama, Yokohama   |
| 19:30          | Yamazaki 74' · Endō 85' (pen) · Hashimoto 90+1' | Relatório | Vidić 28' · Cristiano Ronaldo 45+1' · Rooney 75', 79' · Fletcher 78' | Público: 67 618 Árbitro: MEX Benito Archundia |

### Disputa pelo quinto lugar
| 18 de dezembro | Al-Ahly | 0 – 1     | Adelaide United | Estádio Internacional de Yokohama, Yokohama |
| 16:30          |         | Relatório | Cristiano 7'    | Público: 35 154 Árbitro: NZL Peter O'Leary  |

### Disputa pelo terceiro lugar
| 21 de dezembro | Pachuca | 0 – 1     | Gamba Osaka  | Estádio Internacional de Yokohama, Yokohama |
| 16:30          |         | Relatório | Yamazaki 29' | Público: 62 619 Árbitro: CHI Pablo Pozo     |

### Final
| 21 de dezembro | LDU Quito | 0 – 1     | Manchester United | Estádio Internacional de Yokohama, Yokohama  |
| 19:30          |           | Relatório | Rooney 73'        | Público: 68 682 Árbitro: UZB Ravshan Irmatov |

## Premiação

### Coletivas
Campeões
| Copa do Mundo de Clubes da FIFA 2008 |
| ------------------------------------ |
| Manchester United 1º título          |

Fair Play
| Fair play | Adelaide United |

### Individuais
| Bola de Ouro                     | Bola de Prata                         | Bola de Bronze           |
| -------------------------------- | ------------------------------------- | ------------------------ |
| Wayne Rooney (Manchester United) | Cristiano Ronaldo (Manchester United) | Damián Manso (LDU Quito) |

## Classificação final
| Times | Times             | J | V | E | D | GP | GC | SG | %      |
| ----- | ----------------- | - | - | - | - | -- | -- | -- | ------ |
| 1     | Manchester United | 2 | 2 | 0 | 0 | 6  | 3  | +3 | 100%   |
| 2     | LDU Quito         | 2 | 1 | 0 | 1 | 2  | 1  | +1 | 50%    |
| 3     | Gamba Osaka       | 3 | 2 | 0 | 1 | 5  | 5  | 0  | 66,67% |
| 4     | Pachuca           | 3 | 1 | 0 | 2 | 4  | 5  | -1 | 33,33% |
| 5     | Adelaide United   | 3 | 2 | 0 | 1 | 3  | 2  | +1 | 66,67% |
| 6     | Al-Ahly           | 2 | 0 | 0 | 2 | 2  | 5  | -3 | 0%     |
| 7     | Waitakere United  | 1 | 0 | 0 | 1 | 1  | 2  | -1 | 0%     |

## Artilharia
| 3 gols - Wayne Rooney (Manchester United) 2 gols - Christian Giménez (Pachuca) - Masato Yamazaki (Gamba Osaka) - Yasuhito Endō (Gamba Osaka) 1 gol - Claudio Bieler (LDU Quito) - Cristiano (Adelaide United) - Cristiano Ronaldo (Manchester United) - Damián Álvarez (Pachuca) | 1 gol (continuação) - Daniel Mullen (Adelaide United) - Darren Fletcher (Manchester United) - Flávio (Al-Ahly) - Hideo Hashimoto (Gamba Osaka) - Luis Bolaños (LDU Quito) - Luis Montes (Pachuca) - Nemanja Vidić (Manchester United) - Paul Seaman (Waitakere United) - Travis Dodd (Adelaide United) Gols contra - Fausto Pinto (Pachuca, para Al-Ahly) |